# A Dél-afrikai Köztársaság a 2024. évi nyári olimpiai játékokon
A Dél-afrikai Köztársaság a franciaországi Párizsban megrendezett 2024. évi nyári olimpiai játékok egyik részt vevő nemzete volt. Az országot az olimpián 20 sportágban 141 sportoló képviselte, akik összesen 6 érmet szereztek.

## Birkózás
Férfi
Szabadfogású
| Versenyző         | Versenyszám | Nyolcaddöntő                     | Negyeddöntő       | Elődöntő          | Vigaszág elődöntő             | Bronz- mérkőzés   | Döntő             | Helyezés |
| Versenyző         | Versenyszám | Ellenfél Eredmény                | Ellenfél Eredmény | Ellenfél Eredmény | Ellenfél Eredmény             | Ellenfél Eredmény | Ellenfél Eredmény | Helyezés |
| ----------------- | ----------- | -------------------------------- | ----------------- | ----------------- | ----------------------------- | ----------------- | ----------------- | -------- |
| Nicolaas De Lange | 97 kg       | Givi Matcharashvili (GEO) · 2–12 |                   |                   | Murazi Mchedlidze (UKR) · 3–5 | kiesett           | kiesett           | 10.      |

## Cselgáncs
Női
| Versenyző         | Versenyszám | 32-es főtábla                        | Nyolcaddöntő                      | Negyeddöntő       | Elődöntő          | Vigaszág elődöntő | Bronz- mérkőzés   | Döntő             | Helyezés |
| Versenyző         | Versenyszám | Ellenfél Eredmény                    | Ellenfél Eredmény                 | Ellenfél Eredmény | Ellenfél Eredmény | Ellenfél Eredmény | Ellenfél Eredmény | Ellenfél Eredmény | Helyezés |
| ----------------- | ----------- | ------------------------------------ | --------------------------------- | ----------------- | ----------------- | ----------------- | ----------------- | ----------------- | -------- |
| Geronay Whitebooi | Légsúly     | Jacqueline Solís (GUA) · 10(0)–01(1) | Cunoda Nacumi (JPN) · 00(0)–11(0) | kiesett           | kiesett           | kiesett           | kiesett           | kiesett           | 9.       |

## Kerékpározás

### BMX
Pálya
| Versenyző      | Versenyszám | Negyeddöntő | Negyeddöntő | Vigaszág | Vigaszág | Elődöntő | Elődöntő | Döntő   | Döntő    | Helyezés |
| Versenyző      | Versenyszám | Pont        | Helyezés    | Idő      | Helyezés | Pont     | Helyezés | Idő     | Helyezés | Helyezés |
| -------------- | ----------- | ----------- | ----------- | -------- | -------- | -------- | -------- | ------- | -------- | -------- |
| Miyanda Maseti | Női         | 23          | 24.         | kiesett  | kiesett  | kiesett  | kiesett  | kiesett | kiesett  | 24.      |

Szabadgyakorlat
| Versenyző        | Versenyszám | Selejtező | Selejtező | Döntő   | Döntő   | Helyezés |
| Versenyző        | Versenyszám | Pont      | Hely.     | Pont    | Hely.   | Helyezés |
| ---------------- | ----------- | --------- | --------- | ------- | ------- | -------- |
| Vincent Leygonie | Férfi       | 75,85     | 12.       | kiesett | kiesett | 12.      |

### Hegyi-kerékpározás
| Versenyző     | Versenyszám        | Idő     | Helyezés |
| ------------- | ------------------ | ------- | -------- |
| Alan Hatherly | Férfi terepverseny | 1:26:33 |          |
| Candice Lill  | Női terepverseny   | 1:35:33 | 20.      |

### Országúti kerékpározás
Férfi
| Versenyző    | Versenyszám   | Idő              | Helyezés |
| ------------ | ------------- | ---------------- | -------- |
| Ryan Gibbons | Mezőnyverseny | 6:39:27 (+19:53) | 69.      |

Női
| Versenyző              | Versenyszám   | Idő             | Helyezés      |
| ---------------------- | ------------- | --------------- | ------------- |
| Tiffany Keep           | Mezőnyverseny | nem ért célba   | nem ért célba |
| Ashleigh Moolman Pasio | Mezőnyverseny | 4:04:23 (+5:00) | 33.           |

### Pálya-kerékpározás
Sprintversenyek
| Versenyző  | Versenyszám  | Selejtező | Selejtező | 1. forduló           | Vigaszág               | Vigaszág | 2. forduló           | Vigaszág             | Nyolcaddöntő         | Vigaszág               | Vigaszág | Negyeddöntő          | 5–8. helyért           | 5–8. helyért | Elődöntő             | Döntő                | Helyezés |
| Versenyző  | Versenyszám  | Idő       | Hely.     | Ellenfél Győztes idő | Ellenfelek Győztes idő | Hely.    | Ellenfél Győztes idő | Ellenfél Győztes idő | Ellenfél Győztes idő | Ellenfelek Győztes idő | Hely.    | Ellenfél Győztes idő | Ellenfelek Győztes idő | Hely.        | Ellenfél Győztes idő | Ellenfél Győztes idő | Helyezés |
| ---------- | ------------ | --------- | --------- | -------------------- | ---------------------- | -------- | -------------------- | -------------------- | -------------------- | ---------------------- | -------- | -------------------- | ---------------------- | ------------ | -------------------- | -------------------- | -------- |
| Jean Spies | Férfi egyéni | 9,962     | 29.       | kiesett              | kiesett                | kiesett  | kiesett              | kiesett              | kiesett              | kiesett                | kiesett  | kiesett              | kiesett                | kiesett      | kiesett              | kiesett              | 29.      |

Keirin
| Versenyző  | Versenyszám | 1. forduló | Vigaszág | Negyeddöntő | Elődöntő | 7–12. helyért | Döntő    | Helyezés |
| Versenyző  | Versenyszám | Helyezés   | Helyezés | Helyezés    | Helyezés | Helyezés      | Helyezés | Helyezés |
| ---------- | ----------- | ---------- | -------- | ----------- | -------- | ------------- | -------- | -------- |
| Jean Spies | Férfi       | 6.         | 5.       | kiesett     | kiesett  | kiesett       | kiesett  | 27.      |

## Lovaglás
Lovastusa
| Versenyző           | Ló                  | Versenyszám | Díjlovaglás | Díjlovaglás | Tereplovaglás | Tereplovaglás | Tereplovaglás | Díjugratás | Díjugratás  | Díjugratás | Díjugratás | Végeredmény | Végeredmény |
| Versenyző           | Ló                  | Versenyszám | Díjlovaglás | Díjlovaglás | Tereplovaglás | Tereplovaglás | Tereplovaglás | Selejtező  | Selejtező   | Selejtező  | Döntő      | Végeredmény | Végeredmény |
| Versenyző           | Ló                  | Versenyszám | Bünt.       | Hely.       | Bünt.         | Bünt. össz.   | Hely.         | Bünt.      | Bünt. össz. | Hely.      | Bünt.      | Bünt.       | Helyezés    |
| ------------------- | ------------------- | ----------- | ----------- | ----------- | ------------- | ------------- | ------------- | ---------- | ----------- | ---------- | ---------- | ----------- | ----------- |
| Alexander Peternell | Figaro Des Premices | Egyéni      | 39,00       | 56.         | 33,20         | 72,20         | 51.           | 5,60       | 77,80       | 43.        | kiesett    | 77,80       | 43.         |

## Műugrás
Női
| Versenyző     | Versenyszám    | Selejtező | Selejtező | Elődöntő | Elődöntő | Döntő  | Döntő    |
| Versenyző     | Versenyszám    | Pont      | Helyezés  | Pont     | Helyezés | Pont   | Helyezés |
| ------------- | -------------- | --------- | --------- | -------- | -------- | ------ | -------- |
| Julia Vincent | Egyéni műugrás | 283,50    | 13.       | 297,30   | 6.       | 271,25 | 11.      |

## Sportmászás
Gyorsasági
Kombinált

## Tollaslabda
| Versenyző        | Versenyszám | Csoportkör                                                                               | Csoportkör | Nyolcaddöntő      | Negyeddöntő       | Elődöntő          | Bronz- mérkőzés   | Döntő             | Helyezés |
| Versenyző        | Versenyszám | Ellenfél Eredmény                                                                        | Hely.      | Ellenfél Eredmény | Ellenfél Eredmény | Ellenfél Eredmény | Ellenfél Eredmény | Ellenfél Eredmény | Helyezés |
| ---------------- | ----------- | ---------------------------------------------------------------------------------------- | ---------- | ----------------- | ----------------- | ----------------- | ----------------- | ----------------- | -------- |
| Johanita Scholtz | Női egyes   | H csoport · Kim Gaun (Kim Ga-eun) (KOR) · 12–21, 6–21 · Goh Jin Wei (MAS) · 21–23, 11–21 | 3.         | kiesett           | kiesett           | kiesett           | kiesett           | kiesett           | 27.      |

## Torna
Női
| Versenyző          | Versenyszám    | Selejtező | Selejtező | Döntő    | Döntő    |
| Versenyző          | Versenyszám    | Pontszám  | Helyezés  | Pontszám | Helyezés |
| ------------------ | -------------- | --------- | --------- | -------- | -------- |
| Caitlin Rooskrantz | Talaj          | 10,866    | 73.       | kiesett  | kiesett  |
| Caitlin Rooskrantz | Felemás korlát | 13,733    | 25.       | kiesett  | kiesett  |
| Caitlin Rooskrantz | Gerenda        | 11,333    | 73.       | kiesett  | kiesett  |

## Vívás
Férfi
| Versenyző   | Versenyszám       | Selejtező                     | 32-es főtábla     | Nyolcaddöntő      | Negyeddöntő       | Elődöntő          | Bronz- mérkőzés   | Döntő             | Helyezés |
| Versenyző   | Versenyszám       | Ellenfél Eredmény             | Ellenfél Eredmény | Ellenfél Eredmény | Ellenfél Eredmény | Ellenfél Eredmény | Ellenfél Eredmény | Ellenfél Eredmény | Helyezés |
| ----------- | ----------------- | ----------------------------- | ----------------- | ----------------- | ----------------- | ----------------- | ----------------- | ----------------- | -------- |
| Harry Saner | Párbajtőr, egyéni | Vadim Sharlaimov (KAZ) · 9–15 | kiesett           | kiesett           | kiesett           | kiesett           | kiesett           | kiesett           | 35.      |